# Gunilla Larsson
Gunilla Larsson, född 14 januari 1945 i Göteborg, är en svensk skådespelare.

## Karriär
Gunilla Larsson är utbildad på Statens scenskola i Malmö 1972–1975.
Larsson var verksam vid Skånska teatern i Landskrona fram till 1986. Gunilla Larsson har varit verksam vid Stockholms stadsteater, Dramaten, Uppsala Stadsteater, Malmö Stadsteater, Borås Stadsteater, Riksteatern, Unga Riks och Teater Västernorrland.

## Familj
Gunilla Larsson är dotter till skådespelaren Egon Larsson och sångerskan Gun Larsson och syster till skådespelaren Chatarina Larsson och pianisten och kompositören Lalle Larsson.

## Filmografi
- 1969 – Konfrontation
- 1976 – Mina drömmars stad
- 1976 – Scapins rackartyg
- 1988 – Behöriga äga ej tillträde
- 1988 – Xerxes (TV-serie)
- 1988 – Venus 90
- 1989 – 1939
- 1990 – Främmande makt (TV-serie)
- 1991 – Freud flyttar hemifrån...
- 1999 – Dödlig drift
- 2000 – Barnen på Luna (TV-serie)
- 2002 – Pepparrotslandet

## Teater

### Roller (ej komplett)
| År   | Roll                              | Produktion                                                    | Regi                | Teater                           |
| ---- | --------------------------------- | ------------------------------------------------------------- | ------------------- | -------------------------------- |
| 1970 | Rögeten/Tyra                      | Minns du den stad Per Anders Fogelström                       | Johan Bergenstråhle | Stockholms stadsteater           |
| 1982 | Anna Engelstrand                  | Den heliga familjen Rudolf Värnlund                           | Peter Oskarson      | Skånska Teatern                  |
| 1982 | Elin                              | Vägen till Kanaan! Rudolf Värnlund                            | Peter Oskarson      | Skånska Teatern                  |
| 1988 |                                   | Kvinnornas Decamerone (Женский декамерон) Julia Voznesenskaja | Lars Rudolfsson     | Orionteatern                     |
| 1993 | Spindeln Kristin/Victoria/Socka 2 | Ett litet drömspel Staffan Westerberg                         | Agneta Ehrensvärd   | Dramaten                         |
| 1997 | Rada                              | Romeo och Julia i Sarajevo Jasenko Selimovic                  | Johan Huldt         | Stockholms stadsteater           |
| 2005 | Nattvakten                        | Framrusande natt Martina Montelius                            | Judit Benedek       | Dramaten                         |
| 2009 |                                   | Hole in one Niclas Ekström                                    | Robert Jelinek      | Regionteatern Blekinge Kronoberg |
| 2015 |                                   | En slavisk dans Staffan Göthe                                 | Rikard Lekander     | Örebro länsteater                |
| 2024 |                                   | Kärlek på svenska Irena Kraus och Nadja Weiss                 | Nadja Weiss         | Dramaten                         |